# Коротаева, Раиса Ивановна
Раиса Ивановна Коротаева (род. 12 декабря 1941, Серповое, Тамбовская область) — советская спортсменка, четырёхкратная чемпионка СССР (1964—1966, 1972) и трёхкратный призёр чемпионатов Европы (1964, 1965, 1972) по академической гребле. Мастер спорта СССР международного класса (1965).

## Биография
Родилась 12 декабря 1941 года в селе Серповое Моршанского района Тамбовской области. В 1960 году переехала в Ленинград, где в возрасте 19 лет начала заниматься академической греблей в ДСО «Спартак» у Кирилла Птицына. С 1969 года тренировалась в ВФСО «Динамо» под руководством Валентины Калегиной.
Наиболее значимых результатов добивалась в период с середины 1960-х до начала 1970-х годов, когда четырежды становилась чемпионкой СССР и трижды выигрывала серебряные медали чемпионатов Европы в классе четвёрок парных.  
В 1965 году окончила ГДОИФК им. П. Ф. Лесгафта. В дальнейшем преподавала на кафедрах физического воспитания Ленинградского электротехнического института имени В. И. Ульянова (Ленина) и Санкт-Петербургского университета экономики и финансов. Занималась также судейством соревнований по академической гребле, в 1987 году ей было присвоено звание судьи республиканской категории.